# Ferny Besson
 (juillet 2021).
Ferny Besson (née Fernande Baudry) est une romancière, essayiste et biographe française, née le 4 avril 1906 et décédée le 23 mars 1999.

## Biographie
Ferny Besson est la grand-mère paternelle de l’homme politique français Éric Besson.
Elle est écrivaine et professeure de français au lycée Henri-IV en 1947 lorsqu’elle rencontre Alexandre Vialatte dont elle deviendra l’amie, la biographe et la correspondante,.

## Œuvres
- Sans rire et sans parler, Denoël, 1950.
- Jeanne et Marie, Albin Michel, 1950.
- La Paupière du jour, Albin Michel, 1951.
- Entrez dans la danse, Denoël, 1952.
- L'Échelle noire, Albin Michel, 1954.
- La Boiteuse du lac Vaettern, Albin Michel, 1956[3].
- Le Désert perdu, Albin Michel, 1962.
- Sahara, terre de vérité, Albin Michel, 1965.
- Madame, sans masque, Société générale d'éditions, 1969.
- Alexandre Vialatte ou la Complainte d'un enfant frivole, J.-C. Lattès, 1981, prix Lange de l’Académie française en 1982.
- Pour saluer Vialatte !, La Veillée d'Auvergne et du Massif Central, 1982.
- Correspondance avec Alexandre Vialatte (1949-1971), Plon, 1999.